# Master Bank
Master Bank (in russo Мастер-банк?) è stata una banca privata russa con sede a Mosca e fondata nel 1992. Nel 2012, era la 69a banca più grande della Russia.  Un anno più tardi, nel novembre 2013, la sua licenza bancaria fu ritirata dalla Banca centrale russa. Il 16 gennaio 2014, il Tribunale Arbitrale della città di Mosca ha dichiarato il fallimento di Master Bank.

## Storia
La banca fu fondata nel 1992. Era una banca universale che forniva tutti i tipi di servizi bancari. Aveva 12 filiali con più di 100 uffici in 10 regioni della Russia. L'ufficio centrale si trovava a Mosca (Runovskij pereulok, 12).

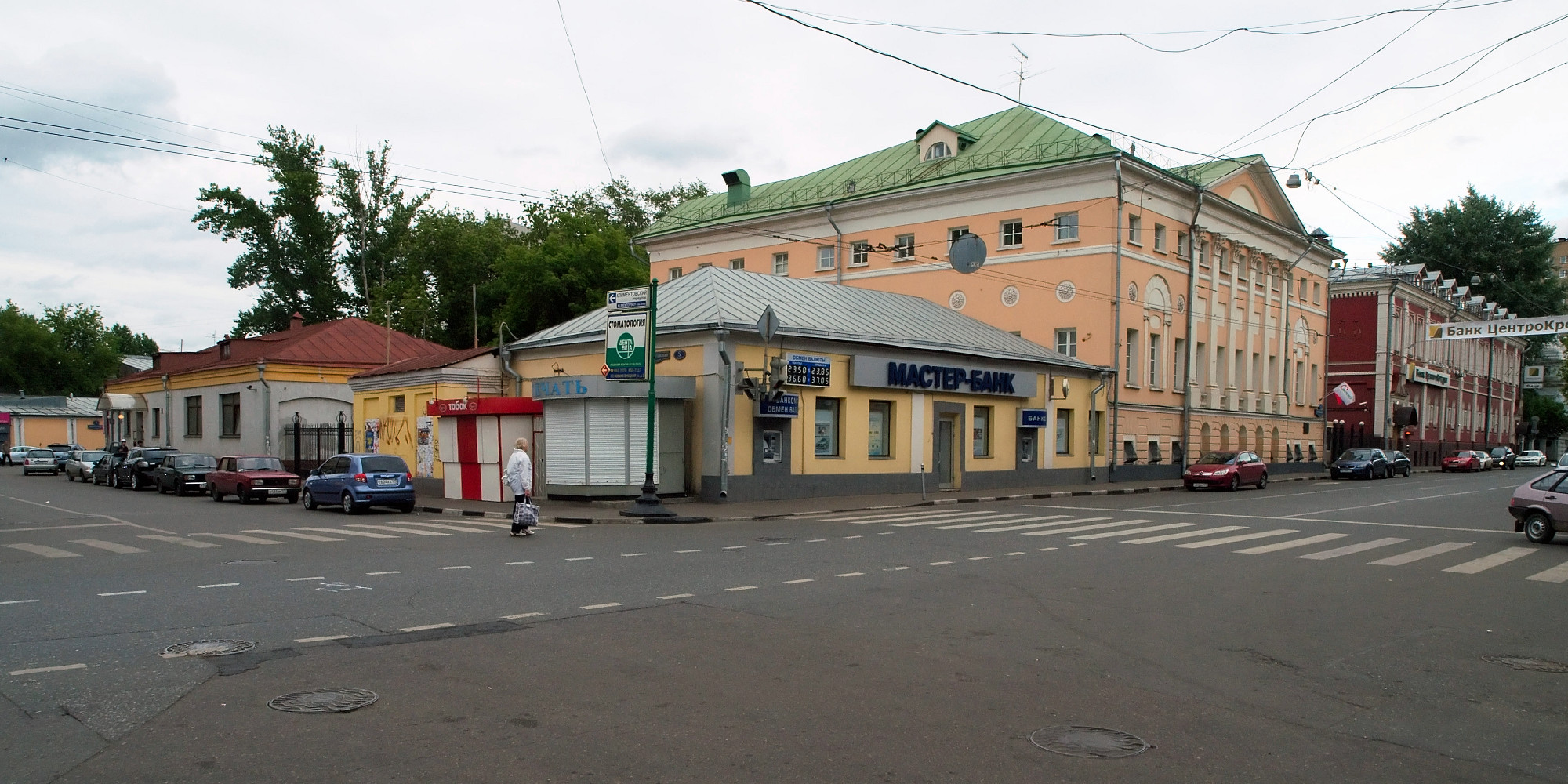
La sede centrale di Mosca in Runovskij pereulok 12

Master Bank era membro dei sistemi di pagamento internazionali VISA, MasterCard e distribuiva tutti i principali tipi di carte bancarie di questi sistemi di pagamento. La banca era anche autorizzata per l'accettazione delle carte American Express e delle carte JCB e CUP. Master Bank ha fornito servizi di elaborazione a 260 banche. A seguito della revoca della licenza, i clienti di queste banche hanno perso la possibilità di effettuare transazioni con le loro carte.
Master Bank ha collaborato con la Banca europea per la ricostruzione e lo sviluppo (BERS). Nel 2008 fu concluso un accordo sulla concessione di prestiti alle piccole e medie imprese e sullo sviluppo di un programma di agevolazione commerciale. I partner della Banca sui mercati internazionali furono le maggiori banche estere, tra cui: Deutsche Bank, Standard Chartered Bank, Commerzbank, Raiffeisen Zentralbank Österreich, banche del Gruppo UniCredit, del Gruppo VTB, e Credit Suisse.
Nel 2010 le venne assegnato un rating A "Alto livello di solvibilità" (agenzia di rating "Expert RA") e ottenne il 2º posto dalla rivista "Profile" tra le "le più affidabili delle 100 maggiori banche russe".  Nel novembre 2013, la Banca Centrale Russa ha revocato la licenza bancaria di Master Bank.
A partire dal 2010, la rete di sportelli bancomat di Master Bank superò i 3.000 dispositivi (4º posto in termini di numero di sportelli automatici in Russia), di cui oltre 800 erano sportelli automatici completi di una nuova generazione con la funzione di accettare contanti (cash-in) in sei valute: rubli, dollari USA, euro, sterline, franchi svizzeri, yen giapponesi.

### Proprietà
La maggior parte delle azioni della banca erano di proprietà della famiglia di Boris Buločnik.
 Il principale direttore della banca per qualche tempo fu Aleksej Patrušev, nipote di Nikolaj Patrušev. Dal 2010 (con una pausa), il cugino di Vladimir Putin, Igor' Putin, è stato membro della direzione della banca. Secondo alcuni esperti, la presenza di Patrušev e Putin nella gestione di Master Bank è stato un fatto significativo e una sorta di "garanzia" per i depositanti.

### Sospetti e perquisizioni
Il 19 aprile 2012, dopo aver già effettuato in precedenza (settembre 2007, dicembre 2010, marzo 2012) perquisizioni negli uffici di "Master Bank"  la Direzione principale per la sicurezza economica e la lotta alla corruzione del Ministero degli affari interni della Russia inviò una richiesta alla Banca centrale della Federazione russa per condurre un'ispezione non programmata a "Master Bank" Secondo il rappresentante del Dipartimento Principale, la lettera allegata alla domanda elencava i fatti che indicavano come la banca svolgesse attività in violazione della legge. Allo stesso tempo, il GUEBiPK del Ministero degli Affari Interni della Russia e l'FSB della Russia arrestarono a Soči l'ex vicepresidente della Master-Bank, che si nascondeva dalle indagini, con l'accusa di attività bancarie illegali.
Nell'ottobre 2012 le azioni di vigilanza della Banca centrale Russia rivelarono violazioni della legge da parte di Master Bank e di JSCB Zolostbank. Il controllo sulle due banche divenne continuativo.

### Revoca della licenza
L'ordinanza della Banca centrale russa del 20 novembre 2013 n. OD-919 revocò la licenza bancaria della "Master-Bank" con effetto immediato. La banca fu perquisita da funzionari del Ministero dell'Interno che sequestrarono anche documenti, misure attuate nell'ambito di un procedimento penale avviato con l'accusa di aver incassato illegalmente 2 miliardi di rubli da parte di un gruppo organizzato.
La rivista New Times pubblicò un'inchiesta di Natalia Morari sulle attività di Master Bank nell'incasso di fondi già nel 2007; questo è stato il motivo per cui nel dicembre dello stesso anno a Morari non venne permesso di entrare in Russia. Secondo la rivista, per un certo numero di anni, Master Bank fu il leader del business illegale degli incassi: "Tutti i partecipanti al mercato e le autorità di regolamentazione lo sapevano, e l'unica cosa che ha impedito loro di smettere di incassare prima era il patrocinio di qualcuno". Un'opinione analoga fu condivisa anche da altre figure del settore bancario, Andrej Borodin e Oleg V'jugin.
Dopo la revoca della licenza di Master Bank, l'addetto stampa del presidente, Dmitrij Peskov, dichiarò che Igor' Putin, che era membro del consiglio di amministrazione della banca, non aveva alcun legame d'affari con il presidente Vladimir Putin.
Il capo della Banca centrale russa, Ėl'vira Nabiullina, affermò che Master Bank aveva distorto in modo significativo la rendicontazione e che erano state adottate misure per fermare le attività in quanto la banca "era coinvolta nel servizio della rete ombra dell'economia, nel traffico illegale, nella ripetuta violazione della legislazione antiriciclaggio".
Il 3 dicembre 2013, la Banca centrale russa chiese alla Corte Arbitrale di Mosca una dichiarazione di bancarotta per Master Bank. Secondo i materiali della Banca Centrale, un terzo del portafoglio prestiti di Master Bank consisteva in prestiti per transazioni sospette e la sua riabilitazione era impossibile. Il 16 gennaio 2014, il Tribunale arbitrale di Mosca dichiarò il fallimento di Master Bank.
Secondo le informazioni pubblicate nel maggio 2015 dal Ministero degli Affari Interni della Federazione Russa, l'indagine ha stabilito che l'insufficienza delle attività della banca per coprire i crediti dei suoi creditori si è formata a seguito dell'emissione di crediti inesigibili nel periodo da agosto 2012 ad agosto 2013 per un importo di oltre 17 miliardi di rubli. Il Dipartimento di Investigazione Territoriale del Ministero degli Affari Interni della Russia ha avviato un procedimento penale per bancarotta deliberata.